# Tarasa odonellii
Tarasa odonellii är en malvaväxtart som beskrevs av Antonio Krapovickas. Tarasa odonellii ingår i släktet Tarasa och familjen malvaväxter. Inga underarter finns listade i Catalogue of Life.